# Haitham Kadhim
Haitham Kadhim Tahir (en árabe: هيثم كاظم طاهر‎; nacido en Irak, 21 de julio de 1983) es un exfutbolista internacional iraquí que jugaba de centrocampista.

## Biografía
Haitham Kadhim, que desempeña su trabajo como centrocampista defensivo, empezó su carrera profesional en 2002 en el Al-Zawraa. Con este equipo se proclama campeón de Liga en 2006.
Al año siguiente ficha por el Arbil FC, club con el que gana otra vez el título de Liga.
Tras un breve paso por el Al Buqa'a de Jordania se une al Al Quwa Al Jawiya.
En 2008 se marcha a Irán. Allí juega primero en el Sepahan FC y luego ficha por su actual club, el Esteghlal Ahvaz.

## Selección nacional
Ha sido internacional con la Selección de fútbol de Irak en 38 ocasiones. Su debut con la camiseta nacional se produjo el 12 de febrero de 2004 en el partido Japón 2-0 Irak. En la selección el entrenador normalmente lo coloca en la banda debido a que en el centro del campo, su posición habitual, hay más competencia.
Con su selección ganó la Copa Asiática 2007.

## Clubes
| Club                          | País     | Año       |
| ----------------------------- | -------- | --------- |
| Al-Zawraa Sport Club          | Irak     | 2002-2006 |
| Arbil FC                      | Irak     | 2006-2007 |
| Al Buqa'a                     | Jordania | 2007      |
| Al Quwa Al Jawiya             | Irak     | 2007-2008 |
| Sepahan FC                    | Irán     | 2008      |
| Esteghlal Ahvaz Football Club | Irán     | 2008-2009 |
| Al Quwa Al Jawiya             | Irak     | 2009-2016 |

## Títulos
- 2 Ligas de Irak (Al-Zawraa, 2006; Arbil FC, 2007)
- 1 Copa Asiática (Selección iraquí, 2007)